# Trompetisto
Trompetisto  is een lied van de Nederlandse rapper Sjaak. Het werd in 2021 als single uitgebracht en stond in 2022 als elfde track op het album Sjaak in the house.

## Achtergrond
Trompetisto is geschreven door Toby Jacob, Dustin de Lange en Mehdi Chafi en geproduceerd door Lenji. Het nummer begint met een trompetsolo, tevens het thema van het lied. De humoristische videoclip is geproduceerd door Zintuig Studio. In deze clip is Sjaak onder andere aan het vissen of aan het dansen met koeien in een alpenweide. De single heeft in Nederland de platina status. Het nummer was een kleine hit in Nederland, waar het de 9e plek in de Single Top 100 en een 19e plaats in de Top 40 behaalde.